# La Roche-Bernard
Roche-Bernard (bret. Ar Roc'h-Bernez) – miejscowość i gmina we Francji, w regionie Bretania, w departamencie Morbihan.
Według danych na rok 1990 gminę zamieszkiwało 766 osób, a gęstość zaludnienia wynosiła 1781 osób/km² (wśród 1269 gmin Bretanii Roche-Bernard plasowała się na 684. miejscu pod względem liczby ludności, natomiast pod względem powierzchni na miejscu 1112.).
Według danych na rok 1999 gminę zamieszkiwało 796 osób, a gęstość zaludnienia wynosiła 1851,16 osób/km².